# Cisternole
Cisternole is een plaats (frazione) in de Italiaanse gemeente Frascati.